# Aphrodisium cantori
Aphrodisium cantori là một loài bọ cánh cứng trong họ Cerambycidae.